# جامعة الباقيات الصالحات
جامعة الباقيات الصالحات العربية هي كلية إسلامية في فيلور، تاميل نادو، بالهند تأسست عام 1857. تأسست المدرسة على يد الإمام عبد الوهاب، أحد طلاب الشيخ مير أمجد إبراهيم شينا إمام حضرة مادوراي.
المنهج الدراسي المتبع هو منهج النظامية المعترف به عالميًا: ويُدرس أيضًا الغة الإنجليزية واللغة الأردية. تحتوي هذه الكلية على دورات التخرج (مولوي عالم) ومستوى الدراسات العليا (مولوي فاضل). وتوجد أقسام تقدم تخصصات في التصنيف والتأليف والتحقيق والترجمة (الكتابة / التحرير / البحث والترجمة).
يُعرف خريجيو هذه المدرسة باسم الباقوي. وقد حظيت الترجمة التاميلية الشهيرة للقرآن الكريم التي قام بها مولانا عبد الحميد الباقوي بالاعتراف من عدد من المفتيين والعلماء في جنوب الهند.